# 대한민국 민법 제249조
대한민국 민법 제249조는 동산의 선의취득에 대한 민법 물권법 조문이다.

## 조문
제249조 (선의취득) 평온, 공연하게 동산을 양수한 자가 선의이며 과실없이 그 동산을 점유한 경우에는 양도인이 정당한 소유자가 아닌 때에도 즉시 그 동산의 소유권을 취득한다.

第249條(善意取得) 平穩, 公然하게 動産을 讓受한 者가 善意이며 過失없이 그 動産을 占有한 境遇에는 讓渡人이 正當한 所有者가 아닌 때에도 卽時 그 動産의 所有權을 取得한다.

## 해설

### 선의취득제도의 취지
- 민법 제249조의 동산 선의취득제도는 동산을 점유하는 자의 권리외관을 중시하여 이를 신뢰한 자의 소유권 취득을 인정하고 진정한 소유자의 추급을 방지함으로써 거래의 안전을 확보하기 위하여 법이 마련한 제도이므로, 위 법조 소정의 요건이 구비되어 동산을 선의취득한 자는 권리를 취득하는 반면 종전 소유자는 소유권을 상실하게 되는 법률효과가 법률의 규정에 의하여 발생되므로, 선의취득자가 임의로 이와 같은 선의취득 효과를 거부하고 종전 소유자에게 동산을 반환받아 갈 것을 요구할 수 없다[1].

### 선의취득 요건
- 목적물은 반드시 동산일 것으로 선박 · 자동차 · 항공기 · 건설기계 등 등기 · 등록으로 공시되는 동산이나 가치의 표상으로 유통되는 금전, 명인방법에 의하여 공시되는 지상물이나 입목등기에 의하여 공시된 입목, 지시채권 · 무기명채권 등 증권적 채권 등은 제외이다. 지상권, 저당권과 같은 부동산에 관한 권리는 선의취득의 대상이 될 수 없다[2]

- 동산물권의 취득에 관한 유효한 거래행위를 하였을 것이고[3] 이 때 동산의 선의취득에 필요한 점유의 취득은 현실적 인도가 있어야 하고 점유개정에 의한 점유취득만으로서는 그 요건을 충족할 수 없다[4]. 동산의 선의취득에 필요한 점유의 취득은 이미 현실적인 점유를 하고 있는 양수인에게는 간이인도에 의한 점유취득으로 그 요건은 충족된다[5]

### 입증책임
- 즉시취득에 있어 무과실의 입증책임은 점유한 자에게 있다[6]

### 선의 무과실의 기준시점
- 민법 제249조가 규정하는 선의 무과실의 기준시점은 물권행위가 완성되는 때인 것이므로 물권적 합의가 동산의 인도보다 먼저 행하여지면 인도된 때를, 인도가 물권적 합의보다 먼저 행하여지면 물권적 합의가 이루어진 때를 기준으로 해야 한다[7]

### 저당권 취득의 경우
- 민법 제249조의 선의취득은 점유 인도를 물권 변동의 요건으로 하는 동산의 소유권취득에 관한 규정으로서 저당권의 취득에는 적용될 수 없다[2]

## 참고문헌
- 전충환. "선의취득에 있어서의 점유취득과 점유개정 - 민사(대법원 1978.1.17 선고 77다 1872 사건 - 참조조문 : 민법 제249조, 제189조)." 사법행정 19.10 (1978): 57-60.

## 같이 보기
- 선의취득
- 동산
- 점유권
- 소유권
- 대한민국 민법 제250조 도품, 유실물에 대한 특례